# Tianjin World Financial Center
Tianjin World Financial Center (chiń. 天津环球金融中心; pinyin Tiānjīn Huánqiú Jīnróng Zhōngxīn) – wieżowiec zlokalizowany w dzielnicy Heping w Tiencinie, w Chińskiej Republice Ludowej, nad brzegiem rzeki Hai He.
Budynek ma 336,9 metrów wysokości i 76 kondygnacji naziemnych z tarasem widokowym na 308. metrze i 4 kondygnacje podziemne. Powierzchnia szklanej ściany kurtynowej, produkowanej przez Jangho Group, wynosi 215 000 m². Jako pierwszy biurowiec w Tiencinie jest wyposażony w piętrowe windy.
Wieżowiec został ukończony 14 stycznia 2010.
Budynek jest własnością Financial Street Holding oraz Jones Lang LaSalle.